# Йоан Тасоски
Йоан Тасоски (на гръцки: Άγιος Άγιος Ιωάννης ο ράφτης) е източноправославен светец, новомъченик.

## Биография
Йоан е роден в тасоското село Мариес, тогава в Османската империя. На 14 години заминава за столицата Цариград и започва да учи за шивач в Галата. Скарва се с евреин търговец на платове, който го обвинява, че обижда вярата на мюсюлманите. Йоан е изправен пред везира и му е предложено да се откаже от християнската вяра. След отказа му, детето е обезглавено на 20 декември 1652 година. Обявен е за светец. Житие на Йоан пишат Йоан Кариофилис и Мелетий Сиригос.